# Heroldsbild

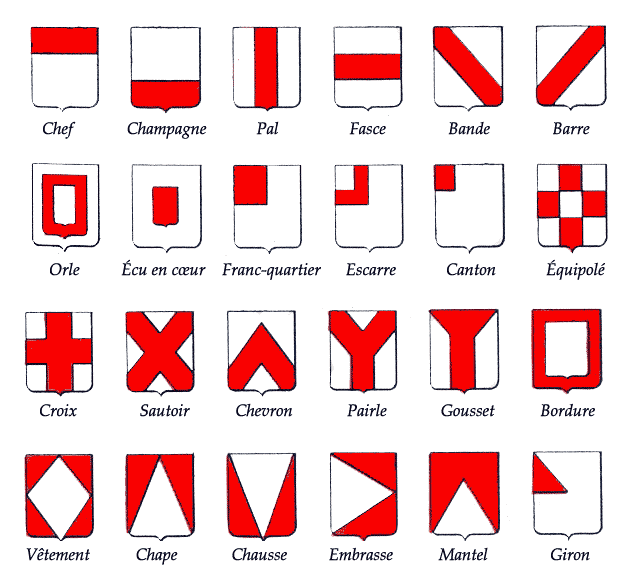
Eine Auswahl an möglichen Heroldsbildern

Heroldsbild, auch Heroldsfigur, Ehrenstück und Heroldsstück  genannt, ist in der Heraldik eine der zwei Grundarten der Wappenfigur, neben der Gemeinen Figur. Im Gegensatz zu dieser geht das Heroldsbild immer bis an den Rand des Feldes. Auch sind bei ihm nur einfache geometrische Formen wie Kreuz oder Balken möglich. Zu unterscheiden ist das Heroldsbild auch von der Schildteilung, bei der der Wappenschild in mehrere Plätze aufgeteilt wird.

## Unterschied Heroldsbild und Gemeine Figur
Das Heroldsbild stellt einen Gegensatz zur Gemeinen Figur dar, bei der Lebewesen (wie das  Wappentier), Gegenstände, Gebäude, Landschaftsbestandteile, astronomische Objekte oder andere visuell wahrnehmbare Erscheinungen der Realwelt zur Wappengestaltung eingesetzt werden. Gemeine Figuren können theoretisch auch in „natürlichen Farben“ dargestellt werden, auch wenn dies vermieden werden sollte. Gemeine Figuren unterscheiden sich in der Regel von Heroldsbildern dadurch, dass ihre Farbflächen den Schildrand nicht berühren. Dieses Kriterium kann in schwierigen Grenzfällen bei der Unterscheidung helfen. So zum Beispiel beim heraldischen Motiv des Kreuzes: Ein Kreuz, dessen Arme den Schildrand berühren, gilt als Heroldsbild. Wenn die Arme nicht bis an den Schildrand reichen, das Kreuz also gänzlich innerhalb des Schildes steht, handelt es sich um eine Gemeine Figur.

Heroldsbild (Sankt-Georgs-Kreuz im Wappen Mailands)
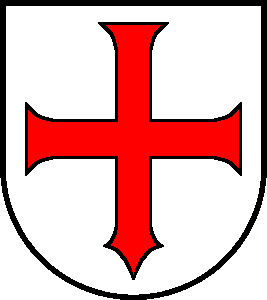
Gemeine Figur (Tatzenkreuz im Wappen von Bettlach SO)
Gemeine Figur auf einem Heroldsbild (Malteserkreuz auf Sankt-Georgs-Kreuz im Wappen von Desseling)

## Schildteilung

### Plätze und Gevierte
Viele Wappenbilder lassen sich auf wenige Elemente zurückführen. Typisch dabei ist, dass der Wappenschild durch eine oder mehrere Teilungslinien in Flächen verschiedener Farbe, Plätze genannt, geteilt wird. Dabei verlaufen die Linien von Schildrand zu Schildrand, die Farbflächen der Plätze werden ebenfalls durch den Schildrand begrenzt. Bei einfachsten Wappen liegen die Teilungslinien auf den grundlegenden Geviertlinien. Die dabei verwendeten Farben und Metalle („Tinkturen“) folgen strikt den heraldischen Farbenregeln, das heißt, es werden nur die Farben schwarz, blau, grün und rot verwendet sowie die Metalle Gold (Gelb) und Silber (Weiß). Soweit geometrisch möglich berühren sich nur Farbe und Metall. So wäre ein in Rot und Grün gehaltener Wappenschild unheraldisch. Bei Verwendung dreier verschiedener Tinkturen ist möglichst auf eine Trennung der beiden Farben zu achten, die Verwendung von zwei Metallen ist selten.

#### Platzbezeichnungen eines Wappens
| Bezeichnungen der Gevierte: 1 = rechtes Hauptstück / rechter Kanton / rechtes Obereck 2 = mittleres Hauptstück / Hauptstelle / Ort 3 = linkes Hauptstück / linker Kanton / linkes Obereck 4 = rechte Flankenstelle 5 = Herzstelle 6 = linke Flankenstelle 7 = rechter Punkt / rechtes Untereck 8 = Punkt / Fuß / Fersenstelle 9 = linker Punkt / linkes Untereck | Feldbezeichnungen eines Wappens | Bezeichnungen der Gevierten-Kombinationen: 1, 4, 7 = rechter Pfahl / rechte Flanke 2, 5, 8 = Pfahl / Pfahlstelle / Nabelstelle 3, 6, 9 = linker Pfahl / linke Flanke 1, 2, 3 = Schildhaupt 4, 5, 6 = (Quer-)balken / Balkenstelle 7, 8, 9 = Schildfuß |

In älteren Beschreibungen wird der Schild in fünf Reihen mit Hauptreihe, Ehrenreihe, Mittelreihe, Nabelreihe und Fußreihe bezeichnet. Für die Mittelreihe gibt es Synonyme: Gürtelreihe, Bandreihe oder Schildstraße.

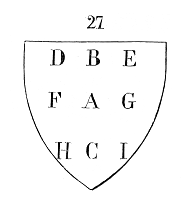
alte frz. Folge der Ansprache nach dem Rang
Detaillierte Ansprache der Punkte im Schild, engl. Manier

### Teilung und Spaltung, Ständerung
Für die Gestaltung der Teilungslinien gibt es verschiedene Möglichkeiten.
|  | 1. gespalten (das bedeutet senkrecht) 2. geteilt (das bedeutet waagerecht) 3. Vierung oder geviert 4. Schrägrechtsteilung (schräg geteilt) 5. Schräglinksteilung 6. schräge Vierung 7. Ständerung oder geständert 8. Pfahl; wenn rechts und links unterschiedlich: gespalten von drei Farben 9. Balken; wenn oben und unten unterschiedlich: geteilt von drei Farben 10. Deichsel 11. Göpel 12. zweimal geteilt und einmal gespalten 13. zweimal geteilt und zweimal gespalten 14. Schrägbalken oder Schrägrechtsbalken; wenn oben und unten unterschiedlich: schräg geteilt von drei Farben 15. Schräglinksbalken; wenn vorne und hinten unterschiedlich: schräglinks geteilt von drei Farben 16. geviert mit Mittelvierung (oder Mittelschild) |

Ohne Bild:
- einmal geteilt und zweimal gespalten (geschindelt bzw. schmal geschacht)
- eingebogene und ausgebogene Spitze
- Schildfuß und Schildhaupt (schmale Felder unten resp. oben)
- rechte und linke Flanke (ein Pfahl, an den Rand gerückt)
- Teilung durch ein Kreuz

| Blasonierung              | Linienzahl                   | Flächenzahl                  |
| ------------------------- | ---------------------------- | ---------------------------- |
| geteilt                   | eine Teilungslinie           | zwei Farbflächen             |
| zweimal geteilt           | zwei Teilungslinien          | drei Farbflächen             |
| …                         | …                            | …                            |
| siebenmal geteilt         | sieben Teilungslinien        | acht Farbflächen             |
| …                         | …                            | …                            |
| mehrfach/vielfach geteilt | mehr als zehn Teilungslinien | mehr als elf Teilungsflächen |

Entsprechendes gilt für die Spaltung. Bei ausschließlich geradzahliger Spaltung/Teilung und zwei Feldtingierungen spricht man von Pfahl (Pfählen)/Balken: (s. u. Wappen von Chemnitz: (vorne) viermal gespalten von Gold und Blau wird blasoniert als: (vorne) in Gold zwei blaue Pfähle); die Farbe rechts und links des Pfahles/oberhalb und unterhalb des Balkens muss gleich sein.
Die Teilungen können variiert werden, so etwa erniedrigt geteilt (oben mehr als der halbe Schild, ähnelt dann einem Schildfuß, hat aber andere Bedeutung).
Alle Teilungslinien können besondere Konturen haben. Hierzu siehe Wappenschnitt und Überdeckung.

### Weitere Grundelemente
Weitere Grundelemente, um ein Wappen in die gewünschten Felder zu zerlegen, sind die der Sparren, das Bord und das Nesselblatt. Einen breiten Rand nennen Heraldiker Bord. Hier gehört auch das Nesselblatt dazu. Beide sind  parallel zum Schildrand. Das Bord verläuft im Abstand zum Schildrand und kann unterschiedliche Linienformen haben. Auf den Bord sind auch gemeine Figuren möglich.
Die Schindeln, Rauten und Wecken und die Schachteilung sind aus der Heraldik nicht wegzudenken. Bei durch die Überschneidung gerader Linien entstehenden Farbwechseln spricht man von gerauteten bzw. geschachten Schilden. Auch hier gehören die schmaleren Rauten dazu. Sie heißen dann Wecken. Ergänzt werden die Heroldsbilder durch die Flanke, das Gitter, den Göpel und die Stufe. Das Kreuz ist hier nur mit einer Darstellungsform von den zwei Möglichkeiten als Heroldsbild vertreten. Die andere Form ist eine Gemeine Figur.
Aus der Kombination von sich kreuzenden geraden Linien entstehen das Kreuz oder die Deichsel. Die Teilungslinien müssen aber nicht gerade sein. Sie können auch gewölbt, gewellt oder gezackt sein, was die Gestaltungsmöglichkeiten deutlich erweitert. Diese Art wird dem Wappenschnitt zugerechnet.
Die Wappenschnitte als Schildteilungsmöglichkeit ist die Umfangreichste. Daneben gibt es Wellen, mit Zinnen gespalten, Zacken (Zickzack-Linie mit Spitzen), oder im Schneckenschnitt.
Heroldsbilder aller Arten sind im Oberwappen auf gemeinen Figuren möglich und ihre Ausführungen sind wie im Schild vorzunehmen.

### Beispiele für Schildteilungen

Kanton Solothurn: von rot und weiß geteilt
Fränkischer Rechen: in Rot und Weiß durch drei Spitzen geteilt
Helgoland: zweimal geteilt von Grün, Rot und Silber
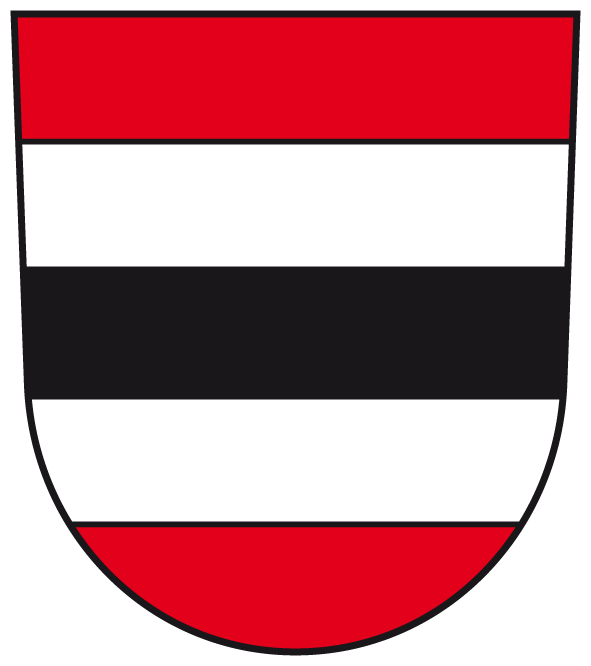
Dernbach (Westerwald): viermal geteilt von Rot, Silber, Schwarz, Silber und Rot
Massenbach: fünfmal geteilt von Blau und Gold
Kanton Zürich: von weiß und blau schrägrechts geteilt
Balm bei Günsberg (Kanton Solothurn): gespalten von rot und weiß
Leer, Stadtteil von Horstmar: von weiß und blau geviert
Aistersheim/Oberösterreich: von weiß und schwarz geteilt und zweimal gespalten
Republik Kroatien: geschacht von rot und weiß
kleines Wappen des Freistaates Bayern: von weiß und blau schrägrechts gerautet
hinten von Silber und Rot zwölffach geständert (Ständerung im Wappen von Oberdürenbach)

## Beispiele für Heroldsbilder
Besonders einfache Heroldsbilder finden sich zum Beispiel oft bei den Wappen der Schweizer Kantone (so Fribourg, Luzern, Solothurn, Zug oder Zürich) Bekannte Wappen mit Heroldsbildern in Deutschland sind der Fränkische Rechen oder das Bayerische Rautenwappen der Wittelsbacher.

Kanton Zug: im weißen Schild ein blauer Balken
Markgrafschaft Baden: im goldenen Schild ein schrägrechter, roter Balken
Die blauen Landsberger Pfähle im Chemnitzer Wappen stehen für die frühere Markgrafschaft Landsberg im heutigen Sachsen
obere Vierung im Wappen von Krautheim (elfmal geteilt von Schwarz und Silber)
Schildbord im Wappen von Küllstedt
Drei Zickzackbalken im  Wappen der italienischen Familie Tocco